# FFT Group

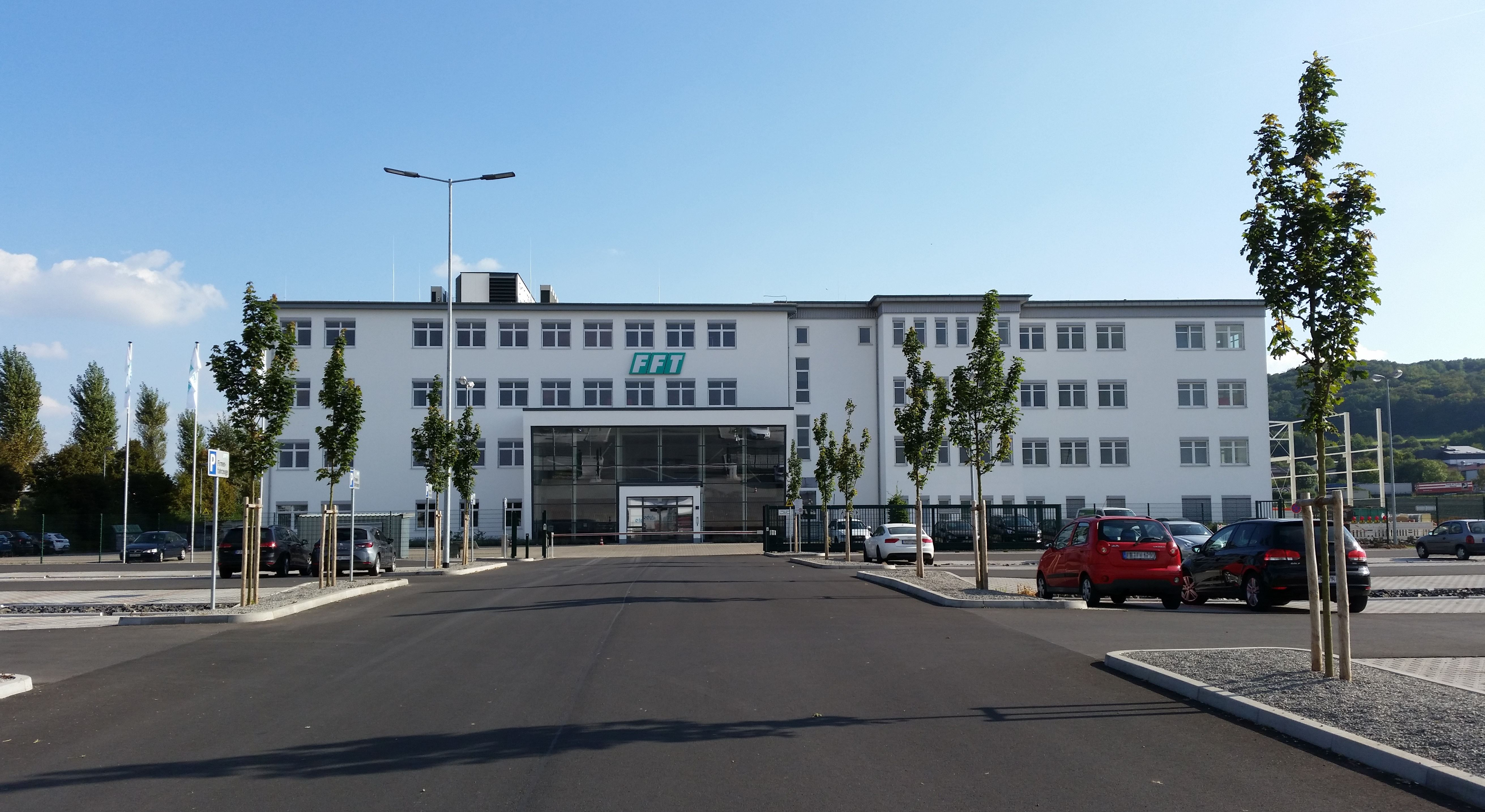
FFT Produktionssysteme in Fulda

Die FFT Produktionssysteme GmbH & Co. KG ist ein deutscher Anlagenbauer mit Sitz in Fulda. Das Unternehmen bietet Produktionsanlagen für Branchen wie die Automobil- und Luftfahrtindustrie an. FFT steht für „Flexible Fertigungstechnik“. Das 1974 gegründete Unternehmen ist seit 2019 eine Tochtergesellschaft des chinesischen Fosun-Konzerns.

## Geschichte

### Gründung als Faust Fertigungstechnik
Im Jahr 1961 etablierte die Plissiermaschinenfabrik Rabofsky mit Sitz in Berlin/West zur Absicherung während der Berlinkrise einen zusätzlichen Betrieb in Mücke (Gemeinde Merlau, Westdeutschland). Die Firma Rabofsky war eine Zweigstelle der Berliner Muttergesellschaft und stellte von 1961 bis 1974 Maschinen für die Textilindustrie her. Da die beiden Inhaber Rabofsky und Bock keine Nachfolger hatten, wurde das Werk zum 1. Januar 1974 von Gerhard Faust, Horst Eckard und Bruno Frey als Gesellschafter unter dem Firmennamen „Faust Fertigungstechnik GmbH & Co. KG“ (kurz FFT), mit Ausrichtung auf die Fertigungstechnik in der Automobilindustrie neu gegründet. Die Schwerpunkte waren Schweißanlagen, Mechanisierungssysteme, elektronische Kontrollehren und Sondermaschinen. Zur damaligen Zeit hatte die Automobilindustrie einen hohen Bedarf an Automatisierungen in der Produktion. So stellte das Unternehmen Punktschweiß-, Schutzgas- und Bolzenschweißanlagen als Fertigungslinie oder Einzelanlage, Produktionsprogramme in Robotertechnik, konventionellen Einzelaufbau, Montageanlagen für Federbein- und Vorderachsmontage, Scheiben-, Abdicht- und Folienklebeanlagen, elektronisches Kontrollehren und -vorrichtungen her.
Im ersten Jahr erzielte FFT mit rund 200 Mitarbeitern ca. 20 Mio. Euro Umsatz. Ein Jahr später wurde die Tochterfirma Tesmaco S.A. in Valencia gegründet. Nach der Eröffnung eines Verkaufsbüros in Burgbrohl bauten die Gesellschafter 1978 eine Montagehalle mit 1.000 m² in Mücke.
In der Automobilindustrie wurden vermehrt flexible Schweißroboter eingesetzt, welche die teuren Schweißpressen ersetzten. Diese Schweißroboter konnten nur die Seitenteile, Türen und Klappen schweißen, aber nicht die komplexen Bodenstraßen. FFT entwickelte 1981 aus den bekannten Schweißverfahren und Robotertechnologien den ersten Portal Roboter KOSY3. Dieser ermöglichte nun die teilflexible Fertigung von Bodengruppen. Im selben Jahr patentierte FFT die erste automatische Anlage zur Positionierung und Beklebung von Scheiben auf die Karosserie. Diese Entwicklung ist im Prinzip die Grundlage des heutigen vollautomatisierten Scheibeneinbaus. Das Schutzrecht wurde zunächst als Gebrauchsmuster am 16. Oktober 1981 in Deutschland angemeldet und dann auf weitere Länder ausgedehnt. Im Jahr 1985 erhielt FFT einen Großauftrag in Höhe von 60 Mio. DM. Um die Abwicklung des Auftrags möglich zu machen, baute FFT eine zweite Montagehalle mit 1.000 m². Des Weiteren wurde innerhalb von drei Jahren ein weiteres Bürogebäude errichtet und kurz darauf eine dritte Montagehalle mit 3.000 m² sowie ein technisches Büro mit 2.000 m².

### Internationales Wachstum
1987 verkaufte der Gesellschafter und Geschäftsführer Gerhard Faust seine Anteile. Dadurch erhöhten sich die Anteile von Horst Eckard und Bruno Frey von 33 % auf 45 %. Die restlichen 10 % erhielt der neue Geschäftsführer Reinhold Schiele. In diesem Zusammenhang wurde das Unternehmen im selben Jahr zu „FFT Flexible Fertigungstechnik GmbH & Co. KG“ umbenannt. Während der 1990er Jahre gründete die Firma verschiedene Niederlassungen national und international.
Nach dem Fall der Berliner Mauer (1989) wurde die erste flexible Produktionsanlage entwickelt, die das Shuttlesystem durch neue Robotertechnik ersetzte. Daraus resultierte der Einstieg in die flexible Produktion. Die FFT suchte ebenso die Zusammenarbeit mit der Wergzeugkombinant in Schmalkalden und gründete 1990 die FFT Flexible Fertigungstechnik Schmalkalden GmbH & Co. KG mit Übernahme von 65 Mitarbeitern. Der Standort hat heute über 200 Mitarbeiter und ist für die Herstellung und Beschaffung von Komponenten in Europa verantwortlich. Die Tochterfirma EDF Innovative Klebetechnik bei Bregenz, Österreich wurde ebenfalls erworben. Darüber hinaus wurde in Paris ein zusätzlicher Verkaufs- und Servicestützpunkt, die FFT France, errichtet. Zum Jahreswechsel 1995/1996 übernahm Rainer Gößmann die Führung des Unternehmens. Er erweiterte sein Führungsteam um Manfred Hahl und Peter Walper. 1996 wurden zwei Tochterfirmen, die FFT México S.A. de C.V. mit eigener Fertigung in Puebla, Mexiko und die FFT España Tecnologías de Automoción S.A. mit Sitz in Valencia, Spanien gegründet. Es folgte ebenfalls im selben Jahr die Gründung der FFT Flexible Fertigungstechnik Engineering GmbH &Co. KG in Köln. 2000/2001 wurde eine Produktions- und Montagehalle mit 10.000 m² sowie ein Bürogebäude mit 4.300 m² Projektierungsfläche im Industriepark Fulda-West gebaut.

### Umstrukturierung und Verkauf an Aton
Im Jahr 2003 wurde die „FFT EDAG Produktionssysteme GmbH & Co. KG“ mit Sitz in Fulda-West gegründet und durch die Firma EDAG AG in Fulda zu 100 % übernommen. 2005 wurde FFT Production Systems S.R.L. mit Sitz in Campulung, Rumänien gegründet.
2006 übernahm Lutz Helmig mit seiner Beteiligungsgesellschaft Aton 100 % der EDAG und dadurch ihre Tochtergesellschaft FFT. 2012 wurde die FFT zu 100 % die Tochter der Aton GmbH, d. h. eine Schwester der EDAG. Durch diesen Wechsel hat die FFT die drei Tochterfirmen, FFT Production Systems (Shanghai) Co., Ltd. in Shanghai, China und FFT Production Systems, Inc. in Spartanburg, USA von EDAG und das Berufsbildungszentrum BBZ in Fulda von Aton erworben.
2014 wurde das Unternehmen umbenannt in „FFT Produktionssysteme GmbH & Co. KG“. Mit der Erweiterung des Projektbüros in Fulda-West verdoppelte sich die Kapazität auf 700 Mitarbeiter am Hauptsitz. Im gleichen Jahr beteiligte sich die FFT Group an den Unternehmen EDAG Werkzeug + Karosserie GmbH und EKS InTec GmbH. 2016 wurde die neue Tochtergesellschaft FFT Produktionssysteme Polska Sp. z.o.o. in Poznań, Polen, gegründet.
In der Branche Automotive hat FFT mit Entwicklung der Greifer aus Kohlenstofffaser einen wichtigen Schritt zur Realisierung des Leichtbaus und vorrichtungslosen Karosseriebaus übernommen. Durch diese Technik hat FFT weltweit die erste flexible Leichtbauframing-Anlage unter dem Namen „FFT Smart Body Produktion“ in Fulda in Betrieb genommen. Des Weiteren wurde von FFT die erste Mensch-Roboter-Kollaboration (MRK) Anlage im Rohbau realisiert.
Das Geschäft Luftfahrt ist seit 2006 im Portfolio des Unternehmens implementiert. 2014 hat FFT zur Erweiterung ihres Luftfahrt-Portfolios eine Test-Abteilung in Bremen gegründet. Im Mai 2015 eröffnete FFT ein Projektbüro in Everett, USA.

### Verkauf an Fosun
Im Juni 2018 wurde bekannt, dass der chinesische Konzern Fosun FFT von der Aton kaufen werde.
Der rechtliche Übergang an Fosun fand am 29. Mai 2019 statt.

## Tochtergesellschaften und Standorte
Deutschland
- EKS InTec GmbH, Deutschland
- EDAG Werkzeug + Karosserie GmbH, Deutschland
- Scherwo Steuerungstechnik GmbH, Deutschland
- BBZ Mitte GmbH, Deutschland
- Standorte: Fulda, Mücke, Schmalkalden, Eisenach, Bremen, Weingarten, Nordenham, Gauting

Weiteres Europa
- FFT Espana Tecnologias de Automoción, S.A., Spanien
- FFT Production Systems S.R.L., Rumänien
- FFT Produktionssysteme Polska Sp. o.o., Polen
- FFT Ciratec bvba, Belgien
- Standorte: Valencia (Spanien), Campulung (Rumänien), Poznań (Polen), Diepenbeek (Belgien)

China
- FFT Production Systems (Shanghai) Co. Ltd., China
- Standort: Shanghai

Amerika
- FFT Production Systems inc., USA
- FFT México S.A. de C.V. + Servicios FFT Mex. S.A.de C.V., Mexiko
- Standorte: Spartanburg, Everett (USA), Puebla (Mexiko)